# Microrhopala inermis
Microrhopala inermis es una especie de insecto coleóptero de la familia Chrysomelidae.
Fue descrita científicamente en 2006 por Staines.